# Aus Italien
Aus Italien (Des d'Itàlia), op. 16, és un poema simfònic per a orquestra compost en 1886 per Richard Strauss, quan el músic tenia vint anys.
L'obra està inspirada en el viatge que el compositor va realitzar per Itàlia en l'estiu del mateix any. El va començar a esbossar encara en la mateixa Itàlia i la seva partitura va quedar finalitzada a Múnic el 12 de setembre de 1886. L'estrena va tenir lloc el 2 de març de 1887, també a Múnic, a càrrec de l'Orquestra de la Cort, dirigida pel mateix compositor. Està dedicada al seu mentor, el director d'orquestra Hans von Bülow.
Aus Italien pot considerar-se el primer poema simfònic de Richard Strauss, que va preferir anomenar l'obra com "fantasia simfònica", i és també l'únic per al qual va escriure un programa detallat. Representa una transició entre l'estil juvenil de Strauss i les seves obres de maduresa i està mig camí entre una simfonia de música programàtica, a l'estil de la Simfonia Fantàstica d'Hector Berlioz, i un poema simfònic pròpiament dit.